# Sevdalinka
La sevdalinka est un genre de musique traditionnelle typique de la Bosnie. Très souvent, ce nom est abrégé en sevdah. La sevdalinka est la musique traditionnelle des Bosniaques, mais cette forme est populaire dans plusieurs régions de l'ancienne Yougoslavie, notamment en Serbie, en Croatie, au Monténégro et en Macédoine.

## Histoire
L'origine du genre remonte à l'époque où l'Empire ottoman régnait sur les Balkans, mais on ignore le nom de la plupart des compositeurs. Le mot sevdah provient de la langue turque dans laquelle il signifie un « état d'extase amoureux » ; il est tiré du terme arabe säwdâ, qui signifie « bile noire » ou sevda, signifiant « passion » ou « malade d'amour ». En effet, les anciens médecins grecs et arabes pensaient que le fiel était l'une des quatre substances de base du corps humain, qu'il affectait la vie émotionnelle et provoquait une humeur mélancolique et irritable. L'amour pouvant parfois provoquer une semblable humeur, c'est le même mot qui est utilisé en turc pour décrire ces deux états.
La sevdalinka, chant folklorique urbain traditionnel est inscrite sur la liste représentative du patrimoine culturel immatériel de l'humanité par l'UNESCO en 2024.

## Caractéristiques
Dans sa forme musicale, la sevdalinka se caractérise par un tempo doux ou modéré et une riche harmonie, qui laissent une impression de mélancolie à l'auditeur. Les chants sevdalinke sont très élaborés, chargés d'émotion et traditionnellement entonnés avec passion et ferveur. Le chanteur impose souvent le rythme et le tempo de la chanson, qui peuvent varier au fil de la performance. Bien que l'interprétation classique suppose un soliste mâle, il n'est pas rare que des chanteuses s'y prêtent. D'ordinaire, le chanteur est accompagné par un petit orchestre qui comprend accordéon, violon, guitare (ou autre instrument à cordes), parfois des flûtes ou clarinettes, basses et tambours. Autrefois s'y mêlaient d'autres sortes d'instruments traditionnels comme le saz (luth turc). On peut souvent entendre des solos de violon ou d'accordéon entre les couplets. Les paroles sont du registre de la ballade, brodant généralement sur les thèmes de l'amour et de l'amour malheureux.
Il est parfois comparé au fado portugais.
Dans les années 1990, un collectif de musiciens, Mostar Sevdah Reunion, reprend les sevdalinke bosniaques les plus populaires.